# Таллинский городской музей
Таллинский городской музей (эст. Tallinna Linnamuuseum) — учреждение культуры Таллина (Эстония), расположен на улице Вене, 17.

## Экспозиция
Экспозиция музея охватывает период эстонской истории от древности до восстановления независимости Эстонии в 1991 году.

## История
Основан в 1937 году
С 1963 года занимает исторический особняк XV века на улице Вене, предварительно отреставрированный. В 1961 году, при проведении реставрационных работ, в подвале дома был обнаружен колодец. В 1997—2000 годах проведена реконструкция здания.
В 2003 года музей стал номинантом Европейского музейного Форума (EMYA).

## Филиалы
Башня Кик-ин-де-Кёк
Башня Нейтситорн
Музей Эдуарда Вильде
Музей детства.
Музей детства Миамилла в Кадриорге.
Дом-музей Петра I (парк Кадриорг)
Фото-музей Раевангла.
Таллинский русский музей
Павильон Яани Сеек.
Музей Таммсааре